# Třída Asagiri
Třída Asagiri je třída univerzálních raketových torpédoborců Japonských námořních sil sebeobrany. Byla postavena jako vylepšení torpédoborců třídy Hacujuki. Skládá se z celkem osmi jednotek postavených v letech 1985–1991. K roku 2025 byly všechny stále v aktivní službě. Asagiri a Jamagiri byy v letech 2004–2005 reklasifikovány jako cvičné lodě.

## Stavba
Celkem bylo postaveno osm jednotek této třídy. Do služby byly zařazeny v letech 1985–1991. Na stavbě se podílely loděnice Ishikawajima-Harima Heavy Industries v Tokiu (DD-151, 154 a 158), Mitsui Engineering & Shipbuilding v Tamano (DD-152), Sumitomo Heavy Industries v Jokosuce (DD-153 a 156), Hitachi Zosen v Maizuru (DD-155) a Mitsubishi Heavy Industries v Nagasaki (DD-157).
Jednotky třídy Asagiri:
| Jméno             | Zahájení stavby | Spuštěna           | Vstup do služby | Status |
| ----------------- | --------------- | ------------------ | --------------- | --- |
| Asagiri (DD-151)  | 13. února 1985  | 19. září 1986      | 17. března 1988 | Dne 16. února 2005 změněn na cvičné lodi Asagiri (TV-3516), ale 14. března 2012 klasifikován zpět k torpédoborci Asagiri (DD-151).                                                                            |
| Jamagiri (DD-152) | 5. února 1986   | 8. října 1987      | 25. ledna 1989  | Dne 18. března 2004 změněn na cvičné lodi Jamagiri (TV-3515), ale 16. března 2011 klasifikován zpět k torpédoborci Jamagiri (DD-152) a od 17. března 2025 opět klasifikován k cvičné lodi Jamagiri (TV-3515). |
| Júgiri (DD-153)   | 25. února 1986  | 21. září 1987      | 28. února 1989  | aktivní |
| Amagiri (DD-154)  | 3. března 1986  | 9. září 1987       | 17. března 1989 | aktivní |
| Hamagiri (DD-155) | 20. ledna 1987  | 4. června 1988     | 31. ledna 1990  | aktivní |
| Setogiri (DD-156) | 9. března 1987  | 12. září 1988      | 14. února 1990  | aktivní |
| Sawagiri (DD-157) | 14. ledna 1987  | 25. listopadu 1988 | 16. března 1990 | aktivní |
| Umigiri (DD-158)  | 31. října 1988  | 9. listopadu 1989  | 12. března 1991 | aktivní |

## Konstrukce

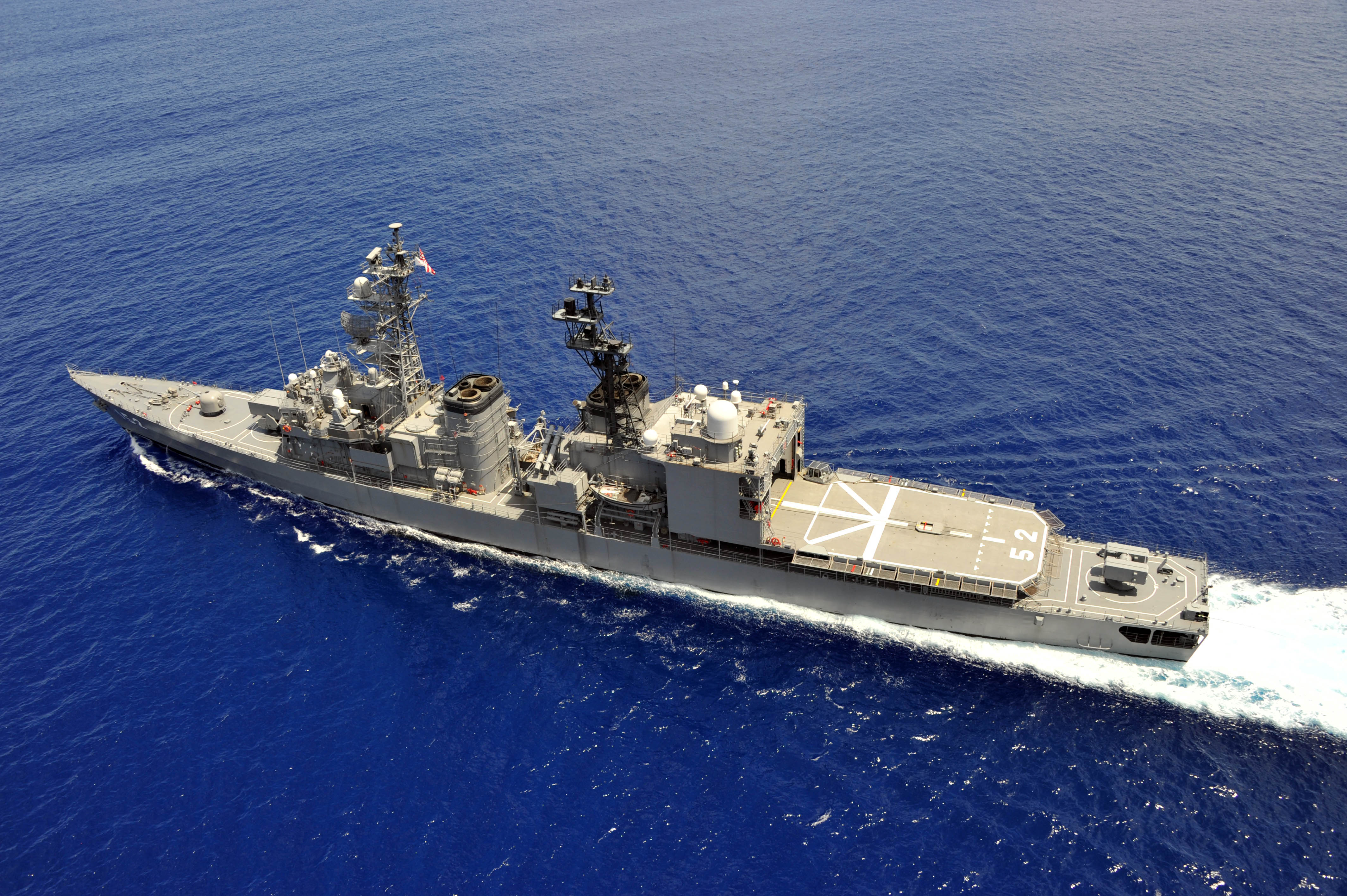
Jamagiri (DD-152)

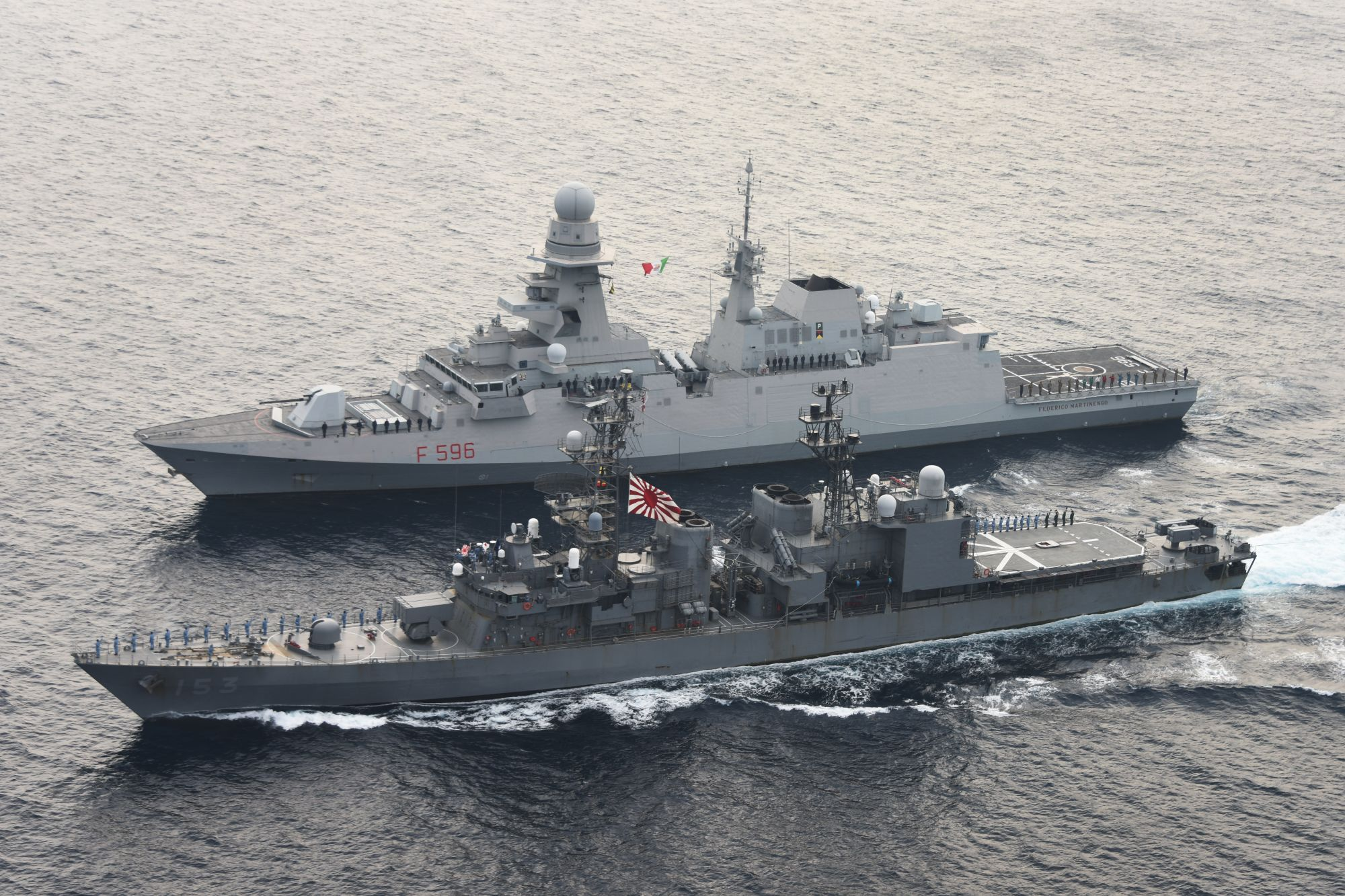
Júgiri (DD-153) s italskou fregatou Federico Martinengo (F 596)

Hlavňovou výzbroj torpédoborců tvoří jeden 76mm kanón OTO Melara Compact, umístěný v příďové dělové věži. Kanón má dostřel 30 km a rychlost palby 120 ran za minutu. Mezi touto věží a můstkem se nachází osminásobné vypouštěcí zařízení raketových torpéd ASROC. Ta ve výzbroji lodí doplňují dva tříhlavňové 324mm protiponorkové torpédomety HOS-302A pro japonská protiponorková torpéda typu 68. Protilodní výzbroj představují dva čtyřnásobné kontejnery protilodních střel RGM-84C Harpoon. Protiletadlovou výzbroj tvoří osminásobné vypouštěcí zařízení střel Sea Sparrow. Blízkou obranu proti letadlům a protilodním střelám zajišťují dva systémy Phalanx CIWS. Torpédoborce rovněž mohou nést až dva protiponorkové vrtulníky, pro jeho uskladnění se na palubě nachází hangár. Obvykle však nesou pouze jeden stroj typu SH-60J.
Pohonný systém je koncepce COGAG. Pro plavbu ekonomickou rychlostí slouží dvě plynové turbíny Kawasaki-Rolls-Royce Spey SM1A, přičemž v bojové situaci se připojí další dvě plynové turbíny stejného typu. Lodní šrouby jsou dva. Nejvyšší rychlost dosahuje 30 uzlů.